# Jeremiah Manele
Jeremiah Manele, né en 1968, est un homme politique salomonais.

## Biographie

### Études et débuts
Il est titulaire d'un baccalauréat des arts de l'université du Pacifique Sud, puis d'un certificat d'études supérieures en Études diplomatiques de cette même université. Un temps chargé d'affaires à la mission permanente des Salomon auprès des Nations unies, il mène ensuite carrière dans la haute administration publique, secrétaire permanent successivement au ministère du Développement économique, au bureau du Premier ministre puis au ministère des Affaires étrangères.

### Parcours politique

#### Chef de l'opposition
Il est élu député au Parlement national pour la première fois lors des élections législatives du 19 novembre 2014. Élu sous l'étiquette du Parti de l'alliance démocratique, il représente la circonscription de Hograno-Kia-Havulei, dans la province d'Isabel. Le premier ministre sortant Gordon Darcy Lilo ayant perdu son siège de député, Jeremiah Manele est choisi comme chef par les députés de la majorité sortante, désormais minoritaires à l'issue de ces législatives. À la tête de la Coalition démocratique du peuple des Îles Salomon, il brigue le poste de premier ministre, mais ne recueille la confiance que de dix-neuf députés sur cinquante. C'est Manasseh Sogavare, de la Coalition démocratique pour le changement, qui prend la tête du gouvernement, tandis que Jeremiah Manele devient formellement chef de l'opposition officielle au Parlement.

#### Ministre
De 2017 à 2018 il est le ministre de la Planification du développement économique et de la coordination de l'aide étrangère au développement dans le gouvernement de Rick Houenipwela, formé lorsqu'une motion de censure au Parlement renverse le gouvernement Sogavare. Après les élections législatives salomonaises de 2019, Manasseh Sogavare redevient Premier ministre, et nomme Jeremiah Manele ministre des Affaires étrangères et du Commerce extérieur. À cette fonction, il joue notamment un rôle de premier plan dans la rupture des relations diplomatiques du pays avec la République de Chine (Taïwan) au profit de l'établissement de relations avec la République populaire de Chine, dans l'optique de développer ses relations commerciales avec cette dernière. Pékin promet d'apporter une aide substantielle au développement des Salomon,. En avril 2022, le gouvernement signe un accord de coopération en matière de sécurité avec la République populaire de Chine, malgré les inquiétudes exprimées par les partis d'opposition ainsi que par l'Australie et les États-Unis. Le texte de l'accord n'est pas rendu public, mais le gouvernement chinois indique que la Chine aidera les Salomon en matière de maintien de l'ordre, de sécurité nationale et de réponses aux catastrophes naturelles. En septembre, Jeremiah Manele rencontre le ministre chinois des Affaires étrangères Wang Yi et le remercie pour l'aide apportée par la Chine pour le développement des infrastructures aux Salomon dans le cadre de la Nouvelle route de la soie. Il note à cette occasion que la Chine est devenue le principal partenaire du pays en matière de développement.
En septembre 2022, il participe, avec des représentants de onze autres petits États océaniens en développement, à un sommet à Washington D.C. avec le ministre américain des Affaires étrangères Antony Blinken. Il est le seul à refuser de signer un accord de partenariat et de coopération pour le développement avec les États-Unis, jusqu'à ce que le gouvernement américain retire du texte de l'accord une référence implicite à la Chine que Jeremiah Manele jugeait problématique pour les relations de son pays avec Pékin. Il est ensuite reçu au Parlement de Nouvelle-Zélande, et s'entretient avec la ministre néo-zélandaise des Affaires étrangères Nanaia Mahuta puis avec des chefs d'entreprises néo-zélandaises. Il remercie notamment la Nouvelle-Zélande pour l'aide qu'elle a apportée face à la pandémie de Covid-19 aux Îles Salomon, et précise que les Salomon souhaitent maintenir de bonnes relations à la fois avec les pays occidentaux et avec la Chine, sans avoir à choisir de « camp ». En mars 2023 il reçoit le ministre japonais des Affaires étrangères, Yoshimasa Hayashi, pour évoquer le renforcement du partenariat entre les deux pays et des aides qu'apporte le Japon aux Îles Salomon. C'est la première visite d'un haut représentant du gouvernement japonais aux Salomon.
En mai 2023, il participe à la délégation salomonaise à la cérémonie de couronnement de Charles III, roi des Îles Salomon, du Royaume-Uni et des autres royaumes du Commonwealth. Il accompagne le gouverneur général Sir David Vunagi. Le gouvernement note à cette occasion que c'est le premier couronnement d'un monarque salomonais depuis l'indépendance du pays en 1978, le couronnement d'Élisabeth II ayant eu lieu en 1953.

#### Premier ministre
Durant la législature 2019-2024, tous les ministres se joignent au Parti de l'émancipation, de l'unité et de la responsabilité. Le parti ayant obtenu des résultats jugés décevants aux élections législatives de 2024, il se dote d'un nouveau chef, Jeremiah Manele à la place de Manasseh Sogavare, au lendemain des élections. Formant une coalition -dite Coalition pour l'Unité nationale et la Transformation, CNUT- avec le Parti du peuple d'abord et le parti Kadere ainsi qu'avec des députés élus sans étiquette, le P.E.U.R. et son nouveau chef rassemblent une majorité des députés. Jeremiah Manele est alors élu Premier ministre par le Parlement le 2 mai, avec trente-et-une voix contre dix-huit pour Matthew Wale. Il nomme son gouvernement au cours des jours qui suivent, accordant à Manasseh Sogavare le ministère des Finances et faisant de Bradley Tovosia son vice-Premier ministre,,.